# Шарнека-де-Капарика
Шарнека-де-Капарика (порт. Charneca de Caparica)  —  район (фрегезия) в Португалии,  входит в округ Сетубал. Является составной частью муниципалитета  Алмада. Находится в составе крупной городской агломерации Большой Лиссабон. По старому административному делению входил в провинцию Эштремадура. Входит в экономико-статистический  субрегион Полуостров Сетубал, который входит в Лиссабонский регион. Население составляет 20 419 человек на 2001 год. Занимает площадь 22,33 км².